# Thomas Erskine, 2. Lord Erskine
Thomas Erskine, 2. Lord Erskine (* unsicher: um 1420; † vor 1493), war ein schottischer Adliger.

## Leben
Er war der Sohn und Erbe von Robert Erskine, 1. Lord Erskine aus dessen Ehe mit Lady Elizabeth Lindsay.
Geboren wurde Thomas Erskine wahrscheinlich um 1420. Mit dem Tod seines Vaters in der Zeit zwischen dem 7. September 1451 und dem 6. November 1452 übernahm er den Titel 2. Lord Erskine. De jure stand ihm auch der Titel 14. Earl of Mar (erster Verleihung) zu, er hat diesen zu Lebzeiten jedoch nie geführt. Dieser Titel wurde ihm erst posthum per Urkunde am 23. Juni 1565 bestätigt.
Er wurde vor Januar 1441 zum Ritter geschlagen und hatte 1483 das Amt des Sheriffs von Stirling inne.
Aus seiner spätestens 1445 geschlossenen Ehe mit Janet Douglas hatte er einen Sohn und vier Töchter:
- Alexander Erskine, 3. Lord Erskine († um 1508),
- Isabel Erskine, ⚭ Patrick Graham, Master of Menteith († nach 1482),
- Margaret Erskine, ⚭ William Keith, 1. Earl Marischal († 1483),
- Helen Erskine, ⚭ Humphrey Colquhoun of Luss,
- Elisabeth Erskine, ⚭ Sir Alexander Seton of Touch.